# Bdelyrus iauaretensis
Bdelyrus iauaretensis (лат.) — вид пластинчатоусых жуков рода Bdelyrus из подсемейства скарабеины (Scarabaeinae). Неотропика: Бразилия (Amazonas, Iauarete). Вид назван месту обнаружения типовой серии.

## Описание
Длина тела до 8,24 мм, ширина до 4,20 мм. Отличаются угловатыми парамерами самцов с квадратной формой их вершин, а также крупными задними бёдрами. У самок треугольная область на анальном стерните. Глаза крупные. Клипеус выступает вперёд. Межглазничное расстояние равно 6 диаметрам глаз; клипеус лоб и щёки грубо пунктированные. Основная окраска тела коричневато-чёрная, блестящая. Навозный жук, населяет вечнозелёные тропические леса Амазонии. Усики с 3-члениковой булавой. Задние голени с одной вершинной шпорой. Вид был впервые описан в 1998 году канадским энтомологом Джойсом Куком (Joyce Cook, North Augusta, Онтарио, Канада) по материалам, собранным в Боливии.